# Guerrero (1755)
El Guerrero fue un navío de línea de la Real Armada Española, construido en los Reales Astilleros de Esteiro de Ferrol. Su nombre de advocación era San Raimundo. Tras 92 años en la armada, se convirtió en el navío de línea con más años de servicio activo en el mundo.

## Construcción
Junto con sus 11 gemelos, fue ordenado el 15 de junio de 1752, su quilla fue puesta sobre la grada en 1753 y fue botado en 1754. Pertenecía a la serie conocida popularmente como los Doce Apóstoles o del Apostolado, construidos todos simultáneamente en los Reales Astilleros de Esteiro de Ferrol por el constructor británico Rooth, entre 1753 y 1755 con el sistema de Jorge Juan. Entró en servicio en 1754 con 68 cañones, al igual que todos los demás de la serie, aunque después llegó a portar 74 cañones. De acuerdo con los estándares británicos, quedaba categorizado como navío de línea de tercera clase.

## Historial

### Transporte Real y otros servicios
En abril de 1759 se encontraba destinado en Ferrol al mando del capitán de navío Bernabé Urcullu cuando recibió orden de zarpar rumbo a Cádiz y posteriormente a Cartagena. En agosto de 1759, partió de Cartagena con destino a Nápoles junto con otros tres navíos, donde se reunió con la escuadra de Juan José Navarro, marqués de la Victoria, que procedente de Cádiz el 29 de agosto de 1759 y compuesta por otros once navíos, dos fragatas y dos tartanas, había acudido a la ciudad italiana para recoger al nuevo rey Carlos III. En compañía de otro navío napolitano iniciaron el viaje de vuelta, en el que el rey embarcó en el Real Fénix el 7 de octubre y arribó a Barcelona el 17 de octubre.
A finales de marzo de 1760 se encontraba destinado en Ferrol, donde se le realizó una carena en el mes de diciembre. El 19 de mayo de 1764, zarpó de Ferrol al mando del capitán de navío José San Vicente con destino a Cádiz, acompañado por el navío Oriente. 
En 1765, bajo el mismo mando, acudió con la escuadra del marqués de la Victoria para llevar a Cartagena procedente de Génova a la futura reina María Luisa de Parma. En 1767 entró en dique seco para reparaciones por primera vez en su carrera.
Entre julio y agosto de 1770, formó división junto con el Santo Domingo, bajo el mando del jefe de escuadra Pedro González de Castejón, para las pruebas de mar del Santísima Trinidad.

### Guerra de la Independencia de los Estados Unidos
A finales de junio de 1779, al declarar España la guerra a Gran Bretaña en el contexto de la guerra de Independencia de los Estados Unidos, zarpó de Ferrol con la escuadra del teniente general Antonio de Arce, compuesta por ocho navíos y dos fragatas. El 2 de julio se unieron en aguas gallegas a la escuadra francesa al mando de Orvilliers. Con la escuadra llegada de Cádiz al mando del teniente general Luis de Córdova y Córdova realizó una campaña en el canal de la Mancha, tras lo cual entró en el puerto francés de Brest en septiembre. Allí permaneció con la escuadra al mando de Miguel Gastón, hasta que zarpó rumbo a Cádiz el 13 de enero de 1780. A causa de los temporales los buques no consiguieron llegar juntos. El Guerrero arribó a Cádiz el 3 de febrero con el grueso de la escuadra de Gastón. 
El 28 de abril de 1780 zarpó de Cádiz con la escuadra y convoy al mando del jefe de escuadra José Solano y Bote, que entró en La Habana tras una dura travesía. El 16 de octubre de 1780 partió de La Habana con la escuadra al mando de Solano y las tropas de Gálvez para la ocupación de Pensacola. Un huracán dispersó la escuadra por todo el golfo de México, por lo que quedó abortada la expedición. 
El 19 de mayo de 1781 se habían descubierto naves británicas cerca del cabo de San Antonio. Al creer que se trataba de un importante convoy salido de Jamaica, al día siguiente se preparó una escuadra en La Habana para zarpar en su caza, compuesta por once navíos españoles y cuatro franceses, dos fragatas y una goleta. Al no encontrar al convoy británico, la escuadra retornó a La Habana el 26 de mayo. 
El 10 de abril de 1781 zarpó de La Habana con la escuadra de Solano rumbo a Pensacola para transportar tropas y pertrechos para el ejército de Bernardo de Gálvez. Tomada la plaza por Gran Bretaña, regresó con la misma escuadra a La Habana el 31 de mayo. 
El 23 de julio de 1781 salió de La Habana y llegó a Cádiz el 9 de octubre cargado con 2.857.000 pesos fuertes junto con los navíos Astuto, Arrogante y Gallardo, así como 62 mercantes procedentes de Veracruz, La Habana y Cartagena de Indias.
Tras realizarle un carenado, se incorporó a la escuadra de Luis de Córdova y Córdova. En mayo de 1782 zarpó con esta escuadra para realizar una tercera campaña en el Canal con la escuadra francesas de Brest. Durante el mes de julio patrulló entre las islas Scilly y Quessant, y logra escapar de una escuadra británica de 25 navíos al mando del almirante Richard Howe. Regresó a Cádiz a finales de agosto. 
El 12 de septiembre de 1782 entró con la escuadra de Córdova en la bahía de Algeciras para apoyar el ataque a Gibraltar de las cañoneras. Al mes siguiente se hallaba en la misma bahía para impedir la entrada en Gibraltar a una escuadra y su convoy británicos al mando de Richard Howe. A causa de los fuertes temporales de los días 10 y 11 de octubre, la escuadra sufre muchos daños, y zarpó la mañana del día 13 en persecución de la escuadra enemiga, momento en el que fue cañoneado desde Gibraltar. 
Participó en la batalla del cabo Espartel el 21 de octubre de 1782 contra la escuadra británica del almirante Richard Howe, durante la que sufrió la pérdida de cinco hombres y otros siete resultaron heridos. 
Finalizada la guerra, a mediados de 1784 se encontraba en el departamento marítimo de Cádiz. Es desarmado y queda en reserva durante los años siguientes.

### Isla de Nutca
En mayo de 1790 se ordenó que fuera activado y armado en Cartagena, y puesto al mando del brigadier Francisco Muñoz y Goznes, para unirse en julio del mismo año a la escuadra del teniente general José Solano y Bote, marqués de Socorro, ante los incidentes de Nutca con los británicos. Los días 21 y 22 de julio de 1790 salieron de Cádiz bajo el mando para realizar cruceros de instrucción ante las costas gallegas del cabo Finisterre.

### Guerras napoleónicas
En 1794, al mando del capitán de navío José Justo Salcedo, realizó la campaña con la escuadra del teniente general Juan de Lángara en el mar Mediterráneo hasta la firma de la paz de Basilea. 
En 1797 bajo el mando del capitán de navío Nicolás Estrada y Posada, fue asignado en 1798 a la escuadra del teniente general José de Mazarredo Salazar, que quedó bloqueada en Cádiz por la inglesa de John Jervis. Al mando del capitán de navío José Justo Salcedo consiguió partir rumbo a América, de donde regresó con recursos monetarios.
En 1799 se incorporó a la escuadra del teniente general Mazarredo en Cartagena, desde donde partieron el 29 de junio rumbo a Cádiz, junto a la escuadra francesa del almirante Bruix. El 20 de julio, partieron de Cádiz y llegaron a Brest el 9 de agosto. El Guerrero estaba mandado por el brigadier Nicolás Estrada, que fue sustituido en abril de 1801 por el capitán de navío Francisco Javier de Uriarte. Salió de Brest con la escuadra del teniente general Federico Gravina el 14 de diciembre de 1801 hacia Santo Domingo, Haití, para dar apoyo a la flota francesa de Villaret-Joyeuse contra la rebelión en la isla. 
El 30 de septiembre de 1802, con el capitán de navío Agustín de Figueroa al mando, arribó a Barcelona procedente de Nápoles junto a los navíos Príncipe de Asturias y Bahama, las fragatas Atocha y Soledad y un bergantín, todos ellos bajo el mando del teniente general José Solano y Bote, que llevaban a bordo a los reyes de Etruria para asistir a dos bodas reales. 
En enero de 1805 se encontraba en Cartagena desarmado. Tras ser rearmado, efectuó salidas de adiestramiento de las tripulaciones con la escuadra de José Justo Salcedo del 18 al 20 de mayo y desde el 8 hasta el 11 de junio. Su mando correspondió al capitán de navío José de la Encina. Partió la escuadra de Cartagena el 22 de julio para unirse a la escuadra de Cádiz, lo que no pudo hacerse por la presencia de una escuadra británica en las cercanías de Cádiz.

### Guerra de Independencia de México
En 1819 estuvo destinado en la expedición a Buenos Aires con la escuadra del brigadier Francisco Mourelle de la Rua, abortada por la Revolución de 1820. En 1820 le fue otorgado el mando al capitán de fragata José Obregón, que al poco tiempo fue ascendido a capitán de navío. En 1822 estuvo bajo el mando del capitán de navío Francisco Pérez de Grandallana. 
En 1823 regresó de La Habana a las órdenes del capitán de navío José Primo de Rivera y Ortiz de Pinedo, tras lo cual entró en el dique seco del Arsenal de la Carraca ese mismo año, cuando atacaron los franceses del duque de Angulema para restablecer en el trono a Fernando VII. El 15 de septiembre de 1823 dispararon las tropas francesas 114 proyectiles contra el arsenal. Uno de ellos cayó en el dique que ocupaba el Guerrero. El capitán de fragata ingeniero Joaquín María Pery consiguió apagar el incendio arriesgando su vida.
Finalizó su carenado en octubre de 1825. A primeros de 1826 quedó alistado para zarpar de Cádiz con rumbo a Cuba, arribando al puerto de Santiago de Cuba el 19 de marzo de 1826 junto con la corbeta Zafiro y el bergantín mercante El Bello Indio cargados con obuses, morteros, 510 bombas de 12 pulgadas, 200 granadas de 7 pulgadas, 2480 balas, cuerdas-mecha y 22 velas de cabria. El Guerrero llegó en mal estado, por lo que tuvo que ser reparado en Santiago de Cuba. 
En agosto de 1826 zarpó desde La Habana como buque insignia de la escuadra de Ángel Laborde, compuesta por el Guerrero, cinco fragatas y dos bergantines, con 3000 hombres con el objeto de desembarcarlos en Nueva España y recuperar los territorios perdidos. Un temporal dispersó la escuadra el 5 de septiembre, y el Guerrero arribó desarbolado a Puerto Rico. En el mes de octubre fue reparado en La Habana.
De nuevo como buque insignia del brigadier Laborde, zarpó de La Habana el 4 de diciembre de 1827 junto con la fragata Iberia y el bergantín Hércules para transportar fondos económicos y pertrechos. El 20 de diciembre entraron en San Juan de Puerto Rico, donde recogió hombres, víveres y municiones. El 23 de diciembre puso rumbo a México con tropas realistas. Retornaron de nuevo a La Habana el 25 de marzo de 1828. 
En 1829, en el apostadero de La Habana, tomó su mando el brigadier José Primo de Rivera y Ortiz de Pinedo. Al regresar a Cádiz sufrió un temporal que lo desarboló casi por completo, llegando a la bahía de Cádiz con aparejo de fortuna en abril de 1830. 
En 1834 se encontraba desarmado en Ferrol, junto con los navíos Héroe y Soberano. Fue dado de baja en 1850, tras 92 años en la armada, aunque otras fuentes señalan que continuó prestando servicio a la Armada hasta 1844, totalizando 89 años de servicio. Fue el navío de línea con más años de servicio activo en el mundo.